# Alexander Campbell
Alexander Campbell (Tombea, Escòcia, 1764 - 1824) fou un compositor, musicògraf, organista i metge escocès.
Fill d'un modest fuster, el seu germà hereu de la família li donà una excel·lent educació musical, entrant aviat a desenvolupar la plaça d'organista d'una capella al mateix temps que donava lliçons de música: contà entre els seus deixebles l'escriptor Walter Scott, del qual en els últims anys de la seva vida li'n copià diversos manuscrits per a guanyar-se la menja.
Abandonà la música per dedicar-se a l'estudi de la medicina a la facultat d'Edimburg, però cansat dels seus nous estudis els abandonà per a dedicar-se exclusivament a la literatura. Ses obres són molt apreciables especialment per les dades que aporten per la història d'Escòcia, figurant entre elles les titulades: 
- Twelve Songs into músic, Odes and Miscellaneous Poems (Edimburg, 1796);
- An Introduction to the history of poetry in Scotland (Edimburg, 1798);
- A conversation on Scotsh Songs (1798);
- A Journey from Edimburgh through parts of North Britain (1802);
- The Grampians Desolate (Edimburg, 1804);
- Poema en sis cants;
- Albyn's Anthology (Edimburg, 1816-18), interessant col·lecció de cançons populars angleses i escoceses.